# Gelis stricklandi
Gelis stricklandi là một loài tò vò trong họ Ichneumonidae.